# Dipelicus furcatus
Dipelicus furcatus är en skalbaggsart som beskrevs av S. Endrödi 1971. Dipelicus furcatus ingår i släktet Dipelicus och familjen Dynastidae. Inga underarter finns listade i Catalogue of Life.